# Anse La Raye
Anse La Raye är en kvartershuvudort i Saint Lucia. Den ligger i kvarteret Anse-la-Raye, i den nordvästra delen av landet vid havet. Anse La Raye ligger 128 meter över havet och antalet invånare är 1 256. Den ligger på ön Saint Lucia.
Terrängen runt Anse La Raye är kuperad åt sydost, men västerut är den platt. Havet är nära Anse La Raye åt nordväst. I omgivningarna runt Anse La Raye växer i huvudsak städsegrön lövskog.